# هالستید، اسکس
latitudeهالستید، اسکسlongitudeهالستید، اسکس
هالستید، اسکس (به انگلیسی: Halstead) یک شهرک در بریتانیا است که در اسکس واقع شده‌است.

## خصوصیات
هالستید ۱۱٬۰۵۳ نفر جمعیت دارد.